# Bożena Dworecka-Kaszak
Bożena Maria Dworecka-Kaszak (ur. 4 maja 1955 w Warszawie, zm. 3 stycznia 2021)  – polska mikrobiolog, dr hab.

## Życiorys
29 listopada 1982 obroniła pracę doktorską Działanie Clostridium oncolylicum s. butyricum M 55 na układ krwiotwórczy myszy zdrowych i napromienianych promieniowaniem jonizującym, 24 kwietnia 2001 habilitowała się na podstawie pracy zatytułowanej Charakterystyka grzybów drożdżopodobnych Malassezia pachydermatis i ich ocena ich właściwości immunomodulacyjnych in vivo i in vitro. Została zatrudniona na stanowisku profesora uczelni w Instytucie Medycyny Weterynaryjnej Szkole Głównej Gospodarstwa Wiejskiego w Warszawie.
Była profesorem nadzwyczajnym w Katedrze Nauk Przedklinicznych na Wydziale Medycyny Weterynaryjnej Szkoły Głównej Gospodarstwa Wiejskiego w Warszawie oraz członkiem Komitetu Parazytologii Polskiej Akademii Nauk.